# Lichtdesign

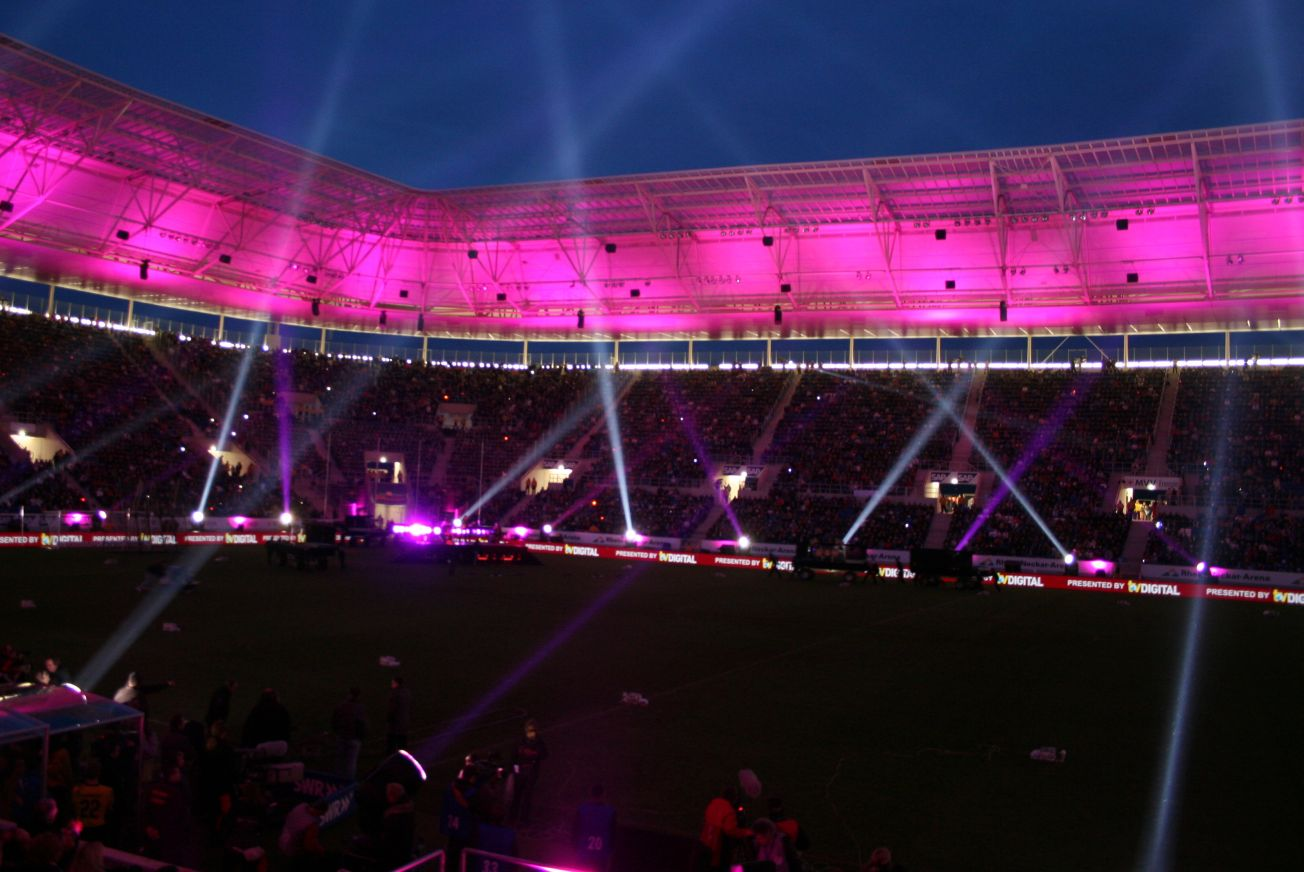
Lichtdesign in einer Fußballarena

Lichtdesign ist ein Bereich der Lichtplanung, der sich mit den gestalterischen Aspekten als Kernpunkt beschäftigt. Es kann sich um architektonisch angelegte, dekorativ oder am Theater orientierte Gestaltung handeln.
Lichtdesign kann den ästhetischen Mangel in der technischen Lichtplanung ausgleichen und sich in ein bestehendes architektonisches bzw. innenarchitektonisches Umfeld integrieren. Die Kernpunkte des Lichtdesigns im Architekturbereich sind zum einen die Gestaltung der richtigen Beleuchtung und zum anderen der Einsatz von Leuchten, die mit der Einrichtung korrespondieren. In der Vergangenheit war Italien in Europa der Hauptlieferant für entsprechende Leuchten und Systeme. Inzwischen aber kommen Hauptimpulse aus den Niederlanden und vor allem aus Belgien.
Definierte Grundlagen für den Beruf des Lichtdesigners gibt es noch nicht. Die Professional Lighting Designers’ Association (PLDA), bemühte sich mit Ausbildungsprogrammen um eine einheitliche Verständlichkeit des Begriffs. Am 3. Dezember 2014 wurde die Federation of international Lighting Designers (FILD) gegründet mit dem Zweck, Bedingungen zu definieren und den Beruf Lichtplaner schützen zu lassen.
Im Theater oder in der Veranstaltungsbeleuchtung tätige Lichtdesigner arbeiten mit anderen Materialien und Geräten sowie nach anderen Prinzipien, bei denen das künstlerische Ergebnis über der Umsetzbarkeit im Alltag steht.
Seit einigen Jahren ist mit der LED-Technologie ein völlig neues Arbeiten im Bereich Lichtdesign und Lichtplanung möglich. Mit der Marktreife der LED-Produkte für den Innen- und Außenbereiche, beschäftigen sich viele Designer und Planer weniger mit der klassischen Gestaltung und mehr mit der energieeffizienten Beleuchtung.

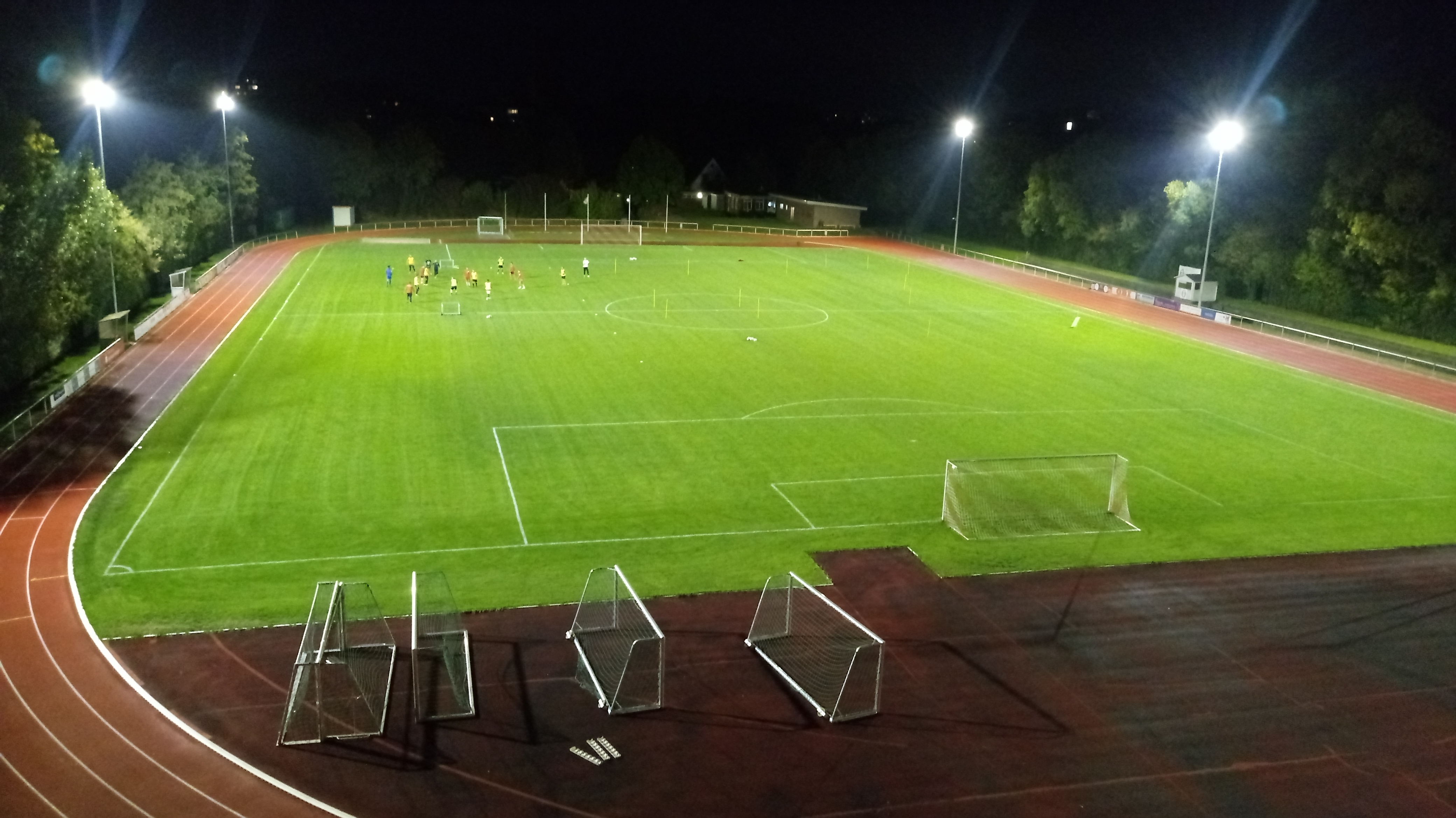
Moderne LED-Technologie im Sportstadion

## Netzwerke

### Professional Lighting Designers’ Association (PLDA)
Im Jahr 1993 Jahre wurde in Deutschland ein europäisches Netzwerk von Lichtdesignern ins Leben gerufen, das zunächst European Lighting Designers’ Association (ELDA, später ELDA+) hieß und 2007 sich den Titel Professional Lighting Designers’ Association (PLDA) gab. Hauptaufgabe war die Professionsentwicklung im Lichtdesign. Schwerpunkte waren die Evaluation und Weiterentwicklung zeitgenössischer Lichtgestaltungspraxis und die Entwicklung von Ausbildungs- und Studienprogrammen. Weitere Themenfelder waren die Geschichte der Architektur-bezogenen Lichtgestaltung, Grundlagen der Lichtphysik, Lichttechnik, Lichtgestaltung und Lichtwahrnehmung. Die Organisation meldete 2014 Insolvenz an.

### Transnational Tanteidan – Lighting Detectives (TNT)
Führende japanische Lichtdesigner, darunter Kaoru Mende, gründeten 1990 unter dem Namen „Shomei Tanteidan“ (deutsch: „Lichtdetektive“) ein Netzwerk mit dem Ziel, den reflektierten Umgang in Nutzung und Gestaltung von Kunstlicht zu fördern. Die Zusammenarbeit mit Ulrike Brandi (Hamburg) und Aleksandra Stratimirovic (Belgrad und Stockholm) war der Grundstein für internationale Kooperationen. Im Jahr 2000 wurde das Netzwerk Transnational Tanteidan – Lighting Detectives gegründet. Gemeinsames Ziel ist die Analyse und Entwicklung einer internationalen Lichtkultur, die technische, ökologische, gestalterische und wahrnehmungsphysiologische Aspekte gleichermaßen berücksichtigt.

## Auszeichnungen
Seit 2002 wird der Design Plus Award für Licht- und Beleuchtungskörperdesign auf der internationalen Fachmesse für Beleuchtung und Gebäudeautomation der Messe Frankfurt, Light + Building, in Frankfurt am Main ausgeschrieben. Seit 2006 werden von der Schweizer Lichtgesellschaft beispielhafte Lichtgestaltungen mit dem Prix Lumière ausgezeichnet. Seit 2011 wird jährlich der kommerzielle Deutsche Lichtdesign-Preis in dreizehn Kategorien vergeben, in den sich die Teilnehmer einkaufen müssen.

## Festivals

### Kuratierte Festivals
- GLOW, Eindhoven[5]
- Internationale Lichttage, Winterthur
- Lichtrouten, Lüdenscheid
- Lichtströme, Koblenz
- Lichtungen, Hildesheim[6]

### Andere Festivals
- Berlin leuchtet, Berlin
- Festival of Lights Berlin
- Fête des Lumières Lyon
- Lights in Alingsas[7]
- Luminale Frankfurt
- Lightnight, Hildesheim

## Ausbildung

### Studienprogramme an Hochschulen
- Hochschule für angewandte Wissenschaften Hildesheim: Lighting Design (Bachelor und Master)[8]
- Bei der Fachhochschule Wismar gibt es seit dem Wintersemester 2001 den Masterstudiengang Architectural Lighting Design. Seit dem Wintersemester 2011/12 wird zudem der berufsbegleitende Master-Studiengang Lighting Design – Architectural Lighting and Design Management als Fernstudium angeboten.[9]

### Andere Ausbildungsprogramme
- Brandi Institute for Light and Design, Hamburg[10]

## Bekannte Lichtdesigner
- Peter Andres
- Christian Bartenbach
- Andreas Boehlke
- Ulrike Brandi
- Johannes Dinnebier
- Ólafur Elíasson
- Thomas Emde
- Gert Hof
- Ingo Maurer
- Stiletto